# Malthe Højholt
Malthe Højholt (* 16. April 2001) ist ein dänischer Fußballspieler. Er spielt bei seinem Jugendverein Aalborg BK und war dänischer Nachwuchsnationalspieler.

## Karriere

### Verein
Malthe Højholt, ein gelernter Zentraler Mittelfeldspieler, spielte zunächst bei Hjørring IF aus Hjørring in Nordjütland, bevor er ins rund 53 Kilometer südlich entfernte Aalborg in die Fußballschule des Erstligisten Aalborg BK wechselte. Am 25. September 2019 gab er im Alter von 18 Jahren sein Profidebüt im dänischen Pokal, als er beim 6:0-Sieg in der dritten Runde bei Vejgaard B eingesetzt wurde. In der Saison 2019/20 sowie in der Spielzeit 2020/21 war Højholt zu einigen Einsätzen gekommen, in der Hinrunde der Saison 2021/22 gelang ihm der Durchbruch, als er sich einen Stammplatz erarbeitete. Dabei wird er abwechselnd als defensiver Mittelfeldspieler oder als zentraler Mittelfeldspieler eingesetzt.

### Nationalmannschaft
Malthe Højholt spielte im Januar 2018 zweimal für die dänische U17-Nationalmannschaft sowie von 2018 bis 2019 für die U18-Junioren. Aktuell kommt er für die U19-Junioren zum Einsatz.